# Sota
Sota – rzeka w północnym Beninie, przepływająca przez departamenty Borgou i Аlibori. Jest ona dopływem rzeki Niger, a rzeka Tassiné jest jednym z jej dopływów. Rzeka ma około 250 km długości, a jej dorzecze zajmuje powierzchnię 13 650 km².

## Geografia
Rzeka Sota zaczyna się na północny wschód od miasta N’Dali na terenie departamentu Borgou. Rzeka biegnie na północny wschód i wpada do rzeki Niger w Malanville.

## Ilość opadów
Roczne sumy opadów odnotowane w kilku stacjach w dorzeczu Soty:
- Ségbana (środkowo-wschodni obszar dorzecza, obok nigeryjskiej granicy): 1177,4 mm, przez 53 dni w roku
- Kandi (środkowo-zachodnia część dorzecza): 1055,1 mm, przez 80 dni w roku
- Malanville (na północnym krańcu dorzecza, przy połączeniu z Nigrem): 919,9 mm przez 53 dni w roku

Od lipca do września obserwuje się ogromne nadmiary deszczu (borealne lato), powodujące gwałtowne powodzie, a deficyt wody związany z porą suchą występuje od grudnia do kwietnia.

## Pomiary
Przepływ rzeki obserwowano przez 40 lat (1953-1992) w stacji hydrologicznej w Couberi, położonej w pobliżu ujścia rzeki do Nigru w Malanville.
W Couberi, średni roczny przepływ w tym okresie wynosił 31 m³/s, a dorzecze zajmowało od 9111 do 13 410 km². Średnie miesięczne przepływy obserwowane od lutego do kwietnia to od 3,7 do 3,9 m³/s, co jest dość niezwykłe w Afryce ze względu na jej ubogość w wodę, która powoduje, że niektóre rzeki w regionie transportują tak niewiele wody, że niemal wysychają w porze suchej. Poziom opadów atmosferycznych od 900 do 1200 mm jest co roku bardzo podobny. W ciągu czterdziestoletnich obserwacji, minimalny miesięczny przepływ wyniósł 2 m³/s, podczas gdy maksymalny miesięczny wyniósł 358 m³/s, czyli więcej niż średni przepływ Sekwany w Paryżu.
Średnie miesięczne przepływy rzeki Sota (m³/s), zmierzone w stacji hydrologicznej Couberi (dane mierzone przez 40 lat)